# 君が降りてきた夏
君が降りてきた夏（きみがおりてきたなつ）は、MOJO CLUBが1990年に発表した、メジャー3枚目のシングル。

## 解説
大塚製薬「ポカリスエット」CMソング。
宮沢りえ出演のCMに流れた、歌詞・アレンジが異なるバージョンは、音源化されていない。
1990年8月29日に発売されたビデオ「いても立っても」には、「君が降りてきた夏」のPVが収録されている。
「夜のヒットスタジオR&N」（司会：バブルガムブラザーズ、戸川純）に、MOJO CLUBのメンバーにサックス：片山広明、エレキギター：内田勘太郎を加えた形で、"SUPER MOJO CLUB"として出演した。

## 収録曲
1. 君が降りてきた夏（3分58秒）
  - 作詞：三宅伸治、作曲：三宅伸治・栗原正己、編曲：MOJO CLUB、ストリングスアレンジ：森英治
2. ガマン（3分25秒）
  - 作詞：三宅伸治、作曲：三宅伸治、編曲：MOJO CLUB、ホーンアレンジ：片山広明

## 収録アルバム
- ホームシック（1990年11月7日）
- 802 HEAVY ROTATIONS J-HITS COMPLETE 89-92（2004年12月8日）
- つづく（2007年9月12日）-　 桜井和寿(Mr.Children)とともにセルフカバー。
- LIVE! & NEW!（2017年8月18日）-　LIVE版を収録。

## カバー
- Bank Band - 野外音楽フェスティバル『ap bank fes '06』でカバー。
- 斉藤和義 - 三宅伸治デビュー30周年トリビュート・アルバム『ソングライター』でカバー。
- カモン・パンチ

## 発売履歴
| 発売日        | レーベル | 規格  | 規格品番  | 備考       |
| ------------- | -------- | ----- | --------- | ---------- |
| 1990年6月20日 | 東芝EMI  | EP    | PRT-1508  | プロモ用。 |
| 1990年6月20日 | 東芝EMI  | CT    | TOST-2525 |            |
| 1990年6月20日 | 東芝EMI  | 8cmCD | TODT-2525 |            |